# Kazimierz Pużak
Kazimierz Pużak (Ternopil', 26 agosto 1883 – Rawicz, 20 aprile 1950) è stato un politico polacco, esponente del partito socialista e uno dei leader dello Stato segreto polacco e della resistenza contro l’occupazione nazista della Polonia.

## Biografia
Studia giurisprudenza all'Università di Leopoli ma presto abbandona gli studi per dedicarsi all'attività politica. Nel 1904 aderisce al partito socialista polacca e l'anno dopo fonda, assieme a Józef Piłsudski la fazione rivoluzione del partito (Polska Partia Socjalistyczna - Frakcja Rewolucyjna)
Nel 1909 partecipa assieme a Henryk Minkiewic all'omicidio di un agente provocatore: Edmund Taranowicz. Due anni dopo viene arrestato dalla polizia russa e condannato a otto anni di lavori forzati in Siberia.
Dopo lo scoppio della rivoluzione russa del 1917 viene liberato e torna a lottare per l'indipendenza della Polonia. Sostenne le rivolte nella Slesia e nel 1919 viene eletto nella Sejm (la camera bassa del Parlamento polacco).

## La resistenza polacca
Durante la seconda guerra mondiale diventa uno dei principali esponenti della resistenza contro l'occupazione nazista della Polonia
A seguito del fallimento la Rivolta di Varsavia lascia la città entrando in clandestinità.
Dopo la liberazione della Polonia, a causa della sua ferma opposizione a qualunque tipo di collaborazione con i comunisti viene arrestato dai sovietici e deportato a Mosca assieme ad altri 15 politici polacchi. Durante il cosiddetto Processo dei Sedici venne condannato a 18 mesi di carcere.
Nel novembre 1945 beneficia di un'amnistia e viene liberato. Rifiutatosi di lasciare la Polonia continuò ad opporsi al regime comunista e per questo motivo viene nuovamente arrestato, morendo in prigionia il 30 aprile 1950 nel carcere di Rawicz.
Durante la seconda guerra mondiale viene insignito dell'Ordine Virtuti Militari. Dopo la sua morte il governo in esilio della Polonia gli ha attribuito la croce dell'Armia Krajowa. Nel 1996 è stato decorato con l'Ordine dell'aquila bianca.